# Moisés Velarde
Moisés Velarde fue un político peruano.
Participó en las elecciones generales de 1931 como candidato del partido Unión Revolucionaria liderada por Luis Miguel Sánchez Cerro quien había derrocado al presidente Augusto B. Leguía y fue elegido como diputado constituyente por el departamento de Junín. Durante su gestión presentó e impulsó la ley N° 8253 que creó el distrito de La Unión en la provincia de Tarma.